# Movimento Democratico Nigerino per una Federazione Africana
Il Movimento Democratico Nigerino per una Federazione Africana (in francese: Mouvement démocratique nigérien pour une fédération africain - MODEN/FA-Lumana) è un partito politico nigerino di orientamento panafricano fondato nel 2009 da Hama Amadou, primo ministro dal 1995 al 1996 e dal 2000 al 2007.

## Risultati elettorali
| Elezione          | Voti    | %    | Seggi    |
| ----------------- | ------- | ---- | -------- |
| Parlamentari 2011 | 637.108 | 19,7 | 23 / 113 |
| Parlamentari 2016 | 613.905 | 12,9 | 25 / 171 |